# Luc-Arsène Diamesso
Luc-Arsène Diamesso (* 27. Dezember 1974) ist ein kongolesischer ehemaliger Fußballspieler und jetziger Trainer.

## Verein
Am Anfang seiner Karriere spielte Diamesso in Brazzaville zunächst beim mehrfachen Landesmeister CARA und 1994 ein Jahr lang bei AS Police. Anschließend wechselte der 1,89 m große Verteidiger zum afrikanischen Spitzenteam Asante Kotoko nach Ghana.
Nachdem er bereits einige Einsätze in Jugendnationalmannschaften seines Landes bestritten hatte, verpflichtete ihn 1996 der BV Cloppenburg, der gerade aus der Regionalliga Nord abgestiegen war. Nach zwei Spielzeiten in Oberliga Niedersachsen-Bremen gelang ihm 1998 mit seinem Klub die Rückkehr in die dritte Liga des deutschen Fußballs.
2003 wurde Diamesso ablösefrei zum SV Wilhelmshaven transferiert, wo er auf Anhieb zu den Leistungsträgern gehörte und schon in seiner ersten Saison die Kapitänsbinde trug.

## Nationalmannschaft
Zwischen 1996 und 2004 wurde Luc-Arsène Diamesso 51-mal in die Nationalmannschaft der Republik Kongo berufen. Zu den Höhepunkten seiner Karriere zählte die Teilnahme am Africa-Cup 2000 in Nigeria und Ghana, wo Diamesso in allen drei Gruppenspielen seiner Mannschaft (gegen Marokko, Nigeria und Tunesien) zum Einsatz kam.

## Trainerkarriere
Im Sommer 2011 wurde er Co-Trainer von Christian Neidhart beim SV Wilhelmshaven und übte die Funktion bis zum 30. Juni 2012 aus. Zur Saison 2012/2013 übernahm er den vakanten Co-Trainerposten neben Cheftrainerin Tanja Schulte beim Frauenfußball-Zweitligisten BV Cloppenburg.
Anfang 2020 wurde Diamesso Trainer beim SV Molbergen.

## Privates
Weil er seit 1996 in Deutschland aktiv ist, besitzt er seit 2005 die deutsche Staatsbürgerschaft.